# 中御門天皇の日形冠

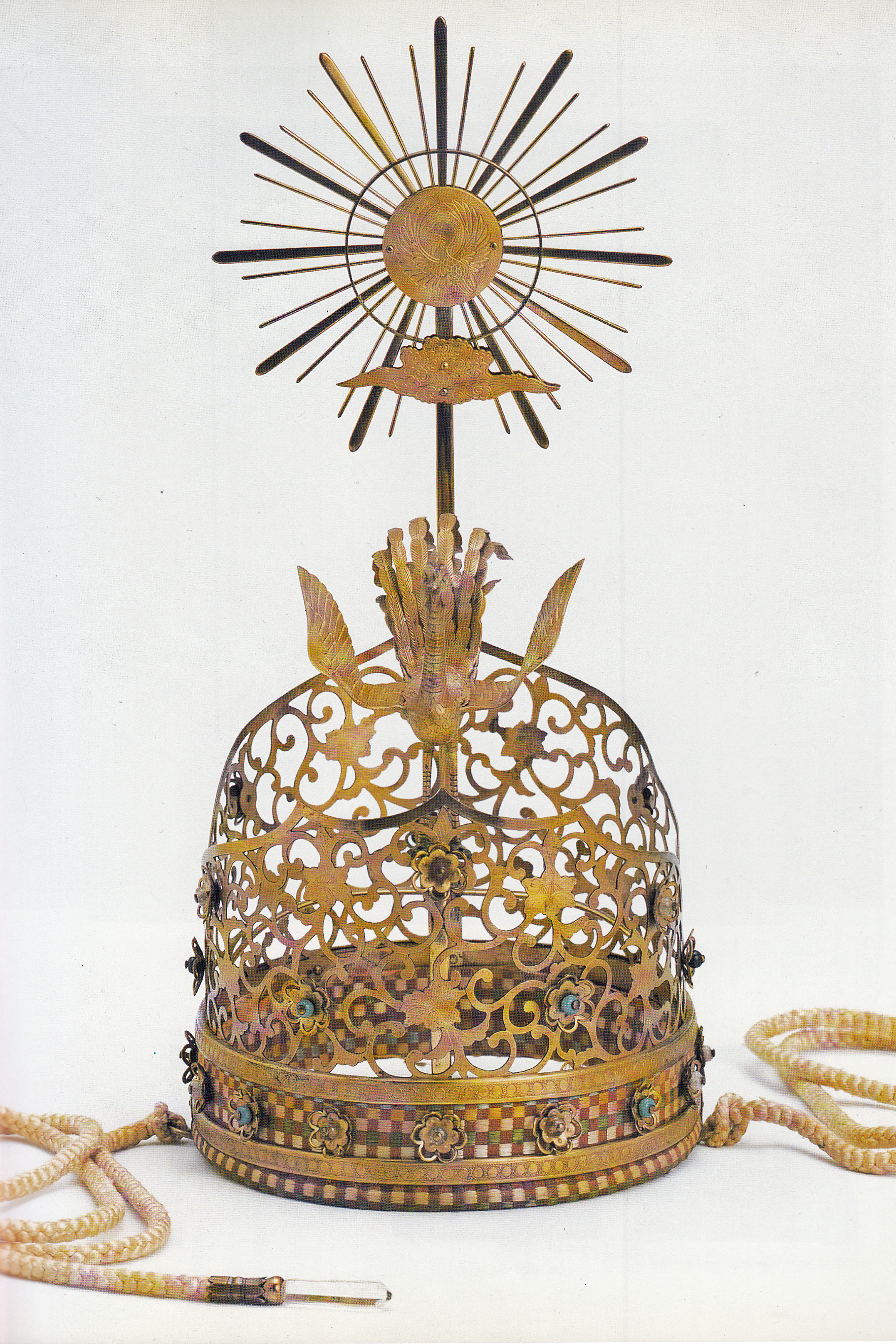
中御門天皇の日形冠

中御門天皇の日形冠（なかみかどてんのうのにっけいかん）は、中御門天皇が着用した日形冠。御物。

## 由来
日形冠とは、幼少天皇（童帝）が即位の礼に際して袞衣（天皇礼服）とともに着用する礼冠の一種である。日形天冠ともいう。成人の男性天皇がかぶる冕冠に相当する。源高明『西宮記』（969年成立）によると、天皇が着用する礼冠には冕冠、宝冠、日形冠の区別があり、さらに皇太子がかぶる九章冕冠があった。
この日形冠は、宝永7年（1710年）の中御門天皇の即位の礼に際して使用されたものである。伝世品として現存する天皇礼冠（冕冠、宝冠、日形冠）の中では、（礼服御冠残欠を除けば）最古のものである。ただし、各天皇の礼冠の比定に関しては後述するように現在疑問が提起されている。
大正元年（1912年）に京都御所の蔵の装束を調査した際に作成された『御服御目録』（宮内庁書陵部蔵）によると、幼少天皇用の玉冠は2頭が伝来していて、一つは中御門天皇のもの、もう一つは光格天皇のものとされる。しかし、この調査はずさんなものだったらしく、全面的に信用できないという批判がある。たとえば、孝明天皇の冕冠は実際には古物（後桃園天皇の冕冠もしくはそれ以前のもの）を修補して使った可能性が指摘されている。
『御服目録』（内閣文庫蔵）には、享保20年（1735年）を下限とする、当時京都御所の蔵にあった天皇礼服の数が記されており、それによると、大（成人用）が2、小（幼少用）が3あったという。大は第111代後西天皇、第115代桜町天皇、小は第112代霊元天皇、第113代東山天皇、第114代中御門天皇のものと比定されている。第110代後光明天皇以前の礼服は承応2年（1653年）の禁裏炎上の際に焼失したと考えられている。
しかし、小のうち、大袖、小袖、裳等の礼服一式は3つと記載されているのに対して、「御玉冠」は1頭のみと記載されている。これは袞衣は天皇毎に新調されたのに対して、玉冠は修補しながら再利用していたことを示唆している。玉冠のほかに玉佩や綬も古物を再利用することが多かった。
近衛基熙の『基熙公記』貞享4年（1687年）4月23日条の記事に、「先づ表御袴。次御單・打袙等。次御小袖。御大袖。次綬・短綬。次玉佩〈二流。左右〉。次御玉冠。已上は仙洞登壇着御の物なり。今度修補せらる」とあり、東山天皇の即位の礼に際して、仙洞（上皇）、すなわち父・霊元天皇の礼服と玉冠を修補して使ったことが記されている。それゆえ、中御門天皇の日形冠も実際には霊元、東山と受け継がれたものだった可能性がある。
ここで問題なのは、東山天皇の礼服一式も霊元天皇のそれを再利用したのならば、『御服目録』の小の大袖等の数は、霊元（東山）、中御門の2とならなければおかしいが、実際は3が伝来しており、すると後光明天皇の礼服が焼失せずに残っていた可能性があるということである。その場合、中御門天皇の日形冠ももとは後光明天皇の日形冠だった可能性がある。

## 特徴
中御門天皇の日形冠には、冕冠にあるような黒羅製の巾子（こじ）はない。これは童帝は元服するまで髻（もとどり）を結わないため、それを収める巾子が必要ないからである。
また、冕冠に特有の冕板や旒（りゅう）も備わっていない。理由は明確ではないが、冕板や旒を取り付けると冠全体の重量が増し、幼い身体への負担が増すため、童帝用の日形冠では冕板や旒が省かれているのではないかとする説がある。
大きめの山形の金銅製の押鬘（おしかずら）が冠前後に計2つ配され、各山形はさらに小さな山形が3つ連なる形で表されている。押鬘とは透かし彫り部分のことで、葛形裁文（唐草文様）に所々に花形を配した意匠である。
押鬘の下部は鉢周りに石畳文様を織り表した錦張りの上下縁に圏線の間に連珠文を表した細い帯状金具を取りつける。押鬘並びにその下部の錦織り部分に、琥珀や青玉等を真ん中に嵌入した立体的な六弁花の飾りを巡らす。
冠中央には細い金属板を十字に渡し、その真ん中に金属製の棒を立て、先端には日形の飾りが付く。日形の中には三足烏（八咫烏）を毛彫りで表す。日形の下には瑞雲の飾りが取り付けられている。
冠の額部には、鳳形の立体的な飾りが取り付けられている。同様の鳳形は後桜町天皇の宝冠にも見られるが、中御門天皇の日形冠では翼をひろげているのが特徴的である。

## 他の日形冠との比較

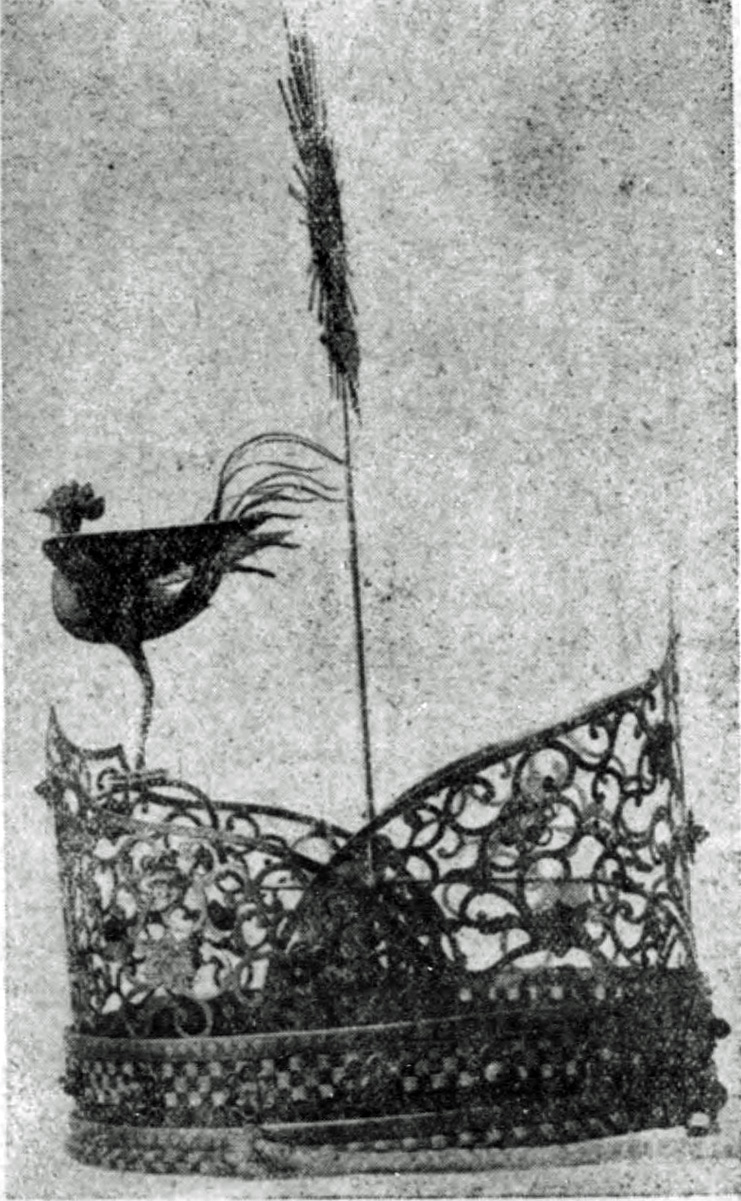
光格天皇の日形冠

京都御所の東山御文庫には、光格天皇の日形冠も伝来しているがその意匠は中御門天皇の日形冠とほぼ同じである。
源師房『土右記』の長元9年（1036年）7月4日条の「礼服御覧」の記事に、童帝の冠の特徴が記されている。それによると、「御冠下作如成人御冠」とあり、冠の下部は成人天皇の冕冠と同様だが、上部（冕板、旒）は異なることが記されている。
冠頂には日形の飾りがあり、冠全体は金玉（金と宝玉）で飾られ、十二章（この場合は12本の旒）は無く、額には鳳形があり、正面を向き羽を開くとあるので、中世の日形冠は中御門天皇の日形冠とほぼ同じ意匠だったことがわかる。